# Kakúyides
La dinastia kakúyida, kakwàyhida, dels kakúyides o kakwàyhides (àrab: بنو كاكوية, Banū Kākūya; persa: آل کاکویه) fou una nissaga d'origen daylamita que va governar part del Jibal al segle xi i després foren senyors locals de Yazd com a vassalls dels seljúcides. El nom de la dinastia vindria de kaku (‘oncle matern’).
El primer personatge notable fou Rustam conegut com a Duixmanziyar que vol dir ‘Angoixant l'enemic’ (per les proeses militars), que era un oficial daylamita al servei dels buwàyhides del Jibal i era oncle matern (kaku) de la princesa Sàyyida, esposa del buwàyhida Fakhr-ad-Dawla del Jibal i mare de Majd-ad-Dawla de Rayy i Esfahan. Va rebre dels buwàyhides el feu de Xahriyar a les muntanyes Elburz, que va governar segons es creu fins a la seva mort en data desconeguda però anterior al 1007.
El seu fill Abu-Jàfar Muhàmmad ibn Duixmanziyar fou conegut com a Ibn Kakuya (‘el Fill de l'Oncle’), i era cosí germà de Sàyyida. Va rebre el govern d'Esfahan el 1007, quan ja el seu pare hauria mort; el control de Majd-ad-Dawla per la seva mare Sàyyida van permetre a Muhàmmad, que va rebre el làqab d'Alà-ad-Dawla, consolidar el seu poder sobre Esfahan i erigir-se en protector de l'emir de Rayy. El 1029 Rayy fou ocupada pels gaznèvides i Alà-ad-Dawla va esdevenir independent.
Va morir el 1042 i el va succeir el seu fill Faràmurz al qual un germà li va disputar el poder, tot i que el va poder consolidar; per tres vegades va jugar amb el seljúcida Toghril Beg I reconeixent la seva autoritat per retirar-li quan se n'anava, però a la tercera vegada fou deposat. Va rebre en compensació Yazd i Abarkuh.
Els kakúyides foren en endavant senyors de Yazd i vassalls fidels del seljúcides. Esgotada la successió masculina, el sultà va ordenar que un cap militar havia d'esdevenir atabegs de les filles del darrer emir. Per matrimoni aquest cap militar va ser el primer atabeg de Yazd. Vegeu Atabegs de Yazd.

## Llista d'emirs
Emirs a Esfahan
- Ala al-Dawla Abu Djafar Muhammad 1007-1041
- Faràmurz ibn Muhàmmad 1041-1051

Emirs a Hamadan
- Garxasp ibn Muhàmmad 1024-1047

Emirs a Yazd
- Alí ibn Faràmurz 1051-1095
- Garxasp ibn Alí 1095-1141
- Fulana I i Fulana II (juntes) 1141-1161
- atabegs de Yazd després de 1161

## Genealogia
- Marzuban
  - Rústam Duixmanziyar
    - Ala al-Dawla Abu Djafar Muhammad
      - Faràmurz ibn Muhàmmad
        - Ali ibn Faràmurz (mort el 1095)
          - Garxasp ibn Alí (mort el 1141) 
            - Fulana (I)
            - Fulana (II), esposa de Rukn-ad-Din Sam, primer atabeg de Yazd
              - Alà-ad-Dawla Ata-Khan (mort el 1227)

      - Garxasp ibn Muhàmmad (mort el 1051/1052)
      - Abu-Harb
      - Fulana, esposa de Mahmud de Ghazna

  - Fulana
    - Sàyyida (mort el 1028), mare de Majd-ad-Dawla de Rayy i Esfahan